# محمدقلی‌خان شاملو
محمد قلی خان شاملو یک ترکمن اشراف‌زاده از ایل شاملو بود، که به مدت کوتاهی به عنوان وزیر اعظم حاکم صفوی (شاه) سلطان حسین (سلطنت از ۱۶۹۴ تا ۱۷۲۲) از سال ۱۷۲۱ تا ۱۷۲۲ خدمت می‌کرد. فتحعلی‌خان قاجار جانشینش شد.